# 猜想 (器樂)
《猜想》（法語：Messagesquisse）是法國現代作曲家皮埃尔·布莱兹為七支大提琴（一支獨奏、六支伴奏）所寫的器樂曲，創作於1976-1977年。1977年7月3日於法國拉羅謝爾作首演，由皮爾·佩納蘇（Pierre Pénassou）擔任獨奏，米歇爾·塔巴赫尼克擔任指揮。2000年時另改編成為七支中提琴的版本。
樂譜上標示的演奏時間為7分鐘，不過現時一般的商業錄音版本均超過8分鐘。

## 背景
樂曲由大提琴家羅斯卓波維契所委約，用作慶祝指揮家保羅·薩克70歲生日，除了布萊兹外，羅斯卓波維契亦邀請了另外十一位作曲家創作大提琴作品。他更特意向作曲家們提出了一個請求：就是在樂曲中還用Template:Link-原理，把薩克的姓氏Sacher的串法以音名表示，即變成「eS（降E）、 A, C, H, E, Re（D）」的音樂動機。
當時布萊茲有這樣的解釋：
|  | Avec ce mot-valise, j'ai voulu offrir un témoignage de mon amitié envers Paul Sacher : l'œuvre renferme des messages qui lui sont adressés personnellement et sont codés de façon symbolique, comme dans une esquisse'. 「我希望透過這個混成詞，表達我與保羅·薩克友誼的自白。這首作品已包含了關於他的個人信息，亦已將相關的編碼放置於我的草稿上。」 |

## 樂曲分析
為單樂章結構，再可細分為四個段落：
1. 非常慢（Très lent），
2. 非常快（Très rapide），
3. 沒有速度、自由地（Sans tempo, libre）
4. 盡可能地快（Aussi rapide que possible），主要為

## 外部連結
- Universal Edition 有關布萊茲《猜想》的簡介及樂譜預覽。 （页面存档备份，存于）